# الجروب (الحديدة)

تعديل مصدري - تعديل

الجروب هي إحدى قرى مديرية بيت الفقيه، التابعة لمحافظة الحديدة اليمنية، بلغ تعداد سكانها 1691 نسمة حسب الإحصاء الذي جرى عام 2004.